# Церковь Казанской иконы Божией Матери (Растовцы)
Храм Казанской иконы Божией Матери (Казанская церковь) — православный храм в селе Растовцы городского округа Кашира Московской области. Входит в состав Каширского благочиния Коломенской епархии Русской православной церкви.

## История
Растовцы и существующая там церковь святителя Николая Чудотворца упоминаются в писцовых книгах конца XVI века: «С. Растовец на царя и великого князя земле, а в ней церковь Никола Чудотворец стоит на царя и великого князя земле». Новый приходской каменный храм с такою же колокольней во имя Казанской Божией Матери был построен на месте старой церкви в 1780 году на средства помещицы Ксении Логвиновны Натальиной. Здание церкви выполнено в духе провинциального зодчества с чертами классицизма.
В 1853 году храм капитально ремонтировался — в нём был устроен придел во имя святителя Николая (усилиями приходских помещиков Татаринова и Родичева), переделаны окна нижнего яруса, вновь сооружена трехъярусная колокольня. В 1875 году была открыта церковноприходская школа. В конце XIX века усердием помещиков Коптевых и лесопромышленника Горбачева в храме Казанской иконы Божией Матери выполнялись различные поправки и обновления.
В приходе села Растовцы — деревне Остроги, в 1862 году на средства местного помещика, действительного советника Василия Ивановича Коптева в его каменном доме была устроена домовая церковь во имя преподобного Сергия Радонежского.
Пережив Октябрьскую революцию, храм был закрыт в советское время гонения на церковь и разорён. Некоторое время его здание использовалось как склад, а впоследствии было заброшено и начало разрушаться. После распада СССР, 25 октября 1991 год Казанская церковь была передана общине верующих, значительно позже началось её восстановление благодаря Епархиальному фонду «Восстановление порушенных святынь». Освящение отстроенного храма состоялось 6 октября 2019 года. Настоятелем церкви является священник Сергий Иванович Нищета.

## Источник
- П. И. Малицкий «Приходы и церкви Тульской епархии», Тула 1895 г.